# LaserLight
"LaserLight" é uma canção da cantora e compositora britânica Jessie J, com participação do disc jockey (DJ) francês David Guetta, tirada da edição platinada de seu álbum de estúdio de estreia, Who You Are (2011). Foi lançada em 7 de Maio de 2012 pela editora discográfica Lava Records como o sétimo e último single do álbum. Foi composta pela cantora, Guetta, o trio The Invisible Men, Giorgio Tuinfort, e Frederic Riesterer, e produzida por Guetta com auxílio dos dois últimos. Musicalmente, é uma canção Electro, house e dance-pop.
"LaserLight" recebeu opiniões favoráveis pela crítica especializada de música contemporânea. Devido aos downloads fortes do álbum Who You Are, a música entrou nas tabelas musicais da Austrália, Nova Zelândia e Roménia, onde atingiu os número quarenta e oito, dezanove, e trinta e sete, respectivamente.

## Alinhamento de faixas
| Download digital |                                  | |                                                    |         |  |
| N.º              | Título                           | Compositor(es)                                                                                                 | Produtor(es)                                       | Duração |  |
| 1.               | "LaserLight" (feat David Guetta) | Jessica Cornish, Jason Pebworth, George Astasio, Jon Shave, David Guetta, Giorgio Tuinfort, Frederic Riesterer | David Guetta, Giorgio Tuinfort, Frederic Riesterer | 3:32    |  |

## Créditos
Créditos adaptados do álbum Who You Are (2011) e do sítio Allmusic.
- Jessie J – composição, vocais principais
- The Invisible Men – composição, produção, gravação vocal
- David Guetta – composição, produção, mixagem, masterização
- Giorgio Tuinfort – composição, produção
- Frederic Riesterer – composição, produção
- Tom Coyne – masterização

## Desempenho nas tabelas musicais
| País — Tabela musical (2012)                                  | Posição de pico |
| ------------------------------------------------------------- | --------------- |
| Austrália — ARIA Charts                                       | 48              |
| Nova Zelândia — Recording Industry Association of New Zealand | 19              |
| Roménia — Romanian Top 100                                    | 37              |

## Histórico de lançamento
| Região      | Data              | Formato          | Editora(s) discográfica(s)   |
| ----------- | ----------------- | ---------------- | ---------------------------- |
| Reino Unido | 7 de maio de 2012 | Download digital | Lava Records, Island Records |